# Todavía
Todavía — шестьдесят четвёртый студийный альбом итальянской певицы Мины, выпущенный в 2007 году на лейбле PDU.

## Список композиций
| №                   | Название                                                                         | Автор(ы)                                                                       | Оригинал                                          | Длительность |
| ------------------- | -------------------------------------------------------------------------------- | ------------------------------------------------------------------------------ | ------------------------------------------------- | ------------ |
| 1.                  | «Grande amor (Grande amore)»                                                     | Джулия Фасолино, Самуэле Керри                                                 | Olio (1999)                                       | 4:38         |
| 2.                  | «Vuela por mi vida (Volami nel cuore)»                                           | Альберто Теста, Манрико Молоньи, Гуальтьеро Мальони, Мила Ортис                | Cremona (1996)                                    | 3:29         |
| 3.                  | «Un año de amor (Un anno d’amore [C’est irréparable])» (дуэт с Диего Эль Сигала) | Нино Феррер, Альберто Теста, Могол, Педро Альмодовар                           | Studio Uno (1964)                                 | 4:46         |
| 4.                  | «Llévate ahora (Portati via)»                                                    | Стефано Борджа, Мила Ортис                                                     | Bula Bula (2005)                                  | 3:56         |
| 5.                  | «Cuestión de feeling (Questione di feeling)» (дуэт с Тициано Ферро)              | Могол, Риккардо Коччанте, Луис Гомес Эсколар                                   | Finalmente ho conosciuto il conte Dracula… (1985) | 4:56         |
| 6.                  | «Corazón felino (Brivido felino)» (дуэт с Диего Торрессом)                       | Стефано Ченчи, Паоло Аудино, Мила Ортис                                        | Mina Celentano (1998)                             | 3:44         |
| 7.                  | «Uvas maduras (Succhiando l’uva)»                                                | Дзуккеро Форначари, Маттео Садджезе, Мино Вернайи, Мила Ортис                  | Veleno (2002)                                     | 4:10         |
| 8.                  | «Valsinha» (дуэт с Шику Буарки)                                                  | Винисиус ди Морайс, Шику Буарки                                                |                                                   | 2:50         |
| 9.                  | «Nieve (Neve)»                                                                   | Джованни Донцелли, Винченцо Леомпорро, Мила Ортис                              | Sorelle Lumière (1992)                            | 5:19         |
| 10.                 | «Agua y sal (Acqua e sale)» (дуэт с Мигелем Бозе)                                | Джованни Донцелли, Винченцо Леомпорро, Самуэле Керри                           | Mina Celentano (1998)                             | 4:44         |
| 11.                 | «No sè si eres tù (Sei o non sei)»                                               | Валентино Альфано, Пьеро Кассано, Массимилиано Пани, Мила Ортис                | Bula Bula (2005)                                  | 3:48         |
| 12.                 | «Parole parole» (дуэт с Хавьером Санетти)                                        | Лео Кьоссо, Джанкарло Дель Ре, Джанни Феррио, Антонио Гуйарро, Альфонсо Альпин | Cinquemilaquarantatre (1972)                      | 4:06         |
| 13.                 | «Sin piedad» (дуэт с Жуаном Мануэлем Серратом)                                   | Жуан Мануэль Серрат                                                            |                                                   | 5:11         |
| 14.                 | «¿Cómo estás? (Come stai?)»                                                      | Массимилиано Пани, Джорджо Калабрезе, Клаудиа Ферранди, Самуэле Керри          | Sorelle Lumière (1992)                            | 4:36         |
| Общая длительность: | Общая длительность:                                                              | Общая длительность:                                                            | Общая длительность:                               | 60:17        |

## Чарты

### Еженедельные чарты
| Чарт (2007)               | Высшая позиция |
| ------------------------- | -------------- |
| Италия (Classifica album) | 1              |
| Испания (PROMUSICAE)      | 36             |

### Годовые чарты
| Чарт (2007)   | Позиция |
| ------------- | ------- |
| Италия (FIMI) | 55      |

## Сертификации и продажи
| Регион | Сертификация | Продажи |
| --- | ------------ | ------- |
| Италия (FIMI) | Платиновый   | 80 000* |
| * Данные о продажах приведены только на основе сертификации. ^ Данные о тиражах приведены только на основе сертификации. |              |         |